# シチョルコヴォ
座標: 北緯55度54分 東経38度01分 / 北緯55.900度 東経38.017度

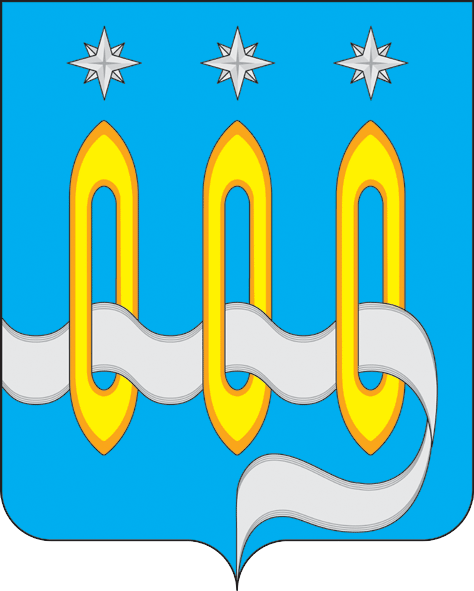
シチョルコヴォの紋章

シチョルコヴォ（ロシア語: Щёлково, 英語: Shchyolkovo）は、ロシアのモスクワ州にある都市。人口は13万4211人（2021年）。 首都モスクワから北東へ35km。オカ川の左支流・クリャージマ川沿いにある。

## 歴史
シチョルコヴォという村の文献上の初出は1520年代で、当時は至聖三者聖セルギイ大修道院の領地であった。18世紀より絹織物を中心とした手工業の町として大きくなり、19世紀半ばには繊維工場も誕生した。その一つはプロイセン王国のルール地方から来た実業家ルートヴィヒ・ラベネックが設立したもので、現在はシチョルコヴォ・カリーニン記念綿コンビナートとして操業している。
1925年にはシチョルコヴォ村は周囲の村を合併し市に昇格、シチョルコヴォ市となった。

## 産業・交通

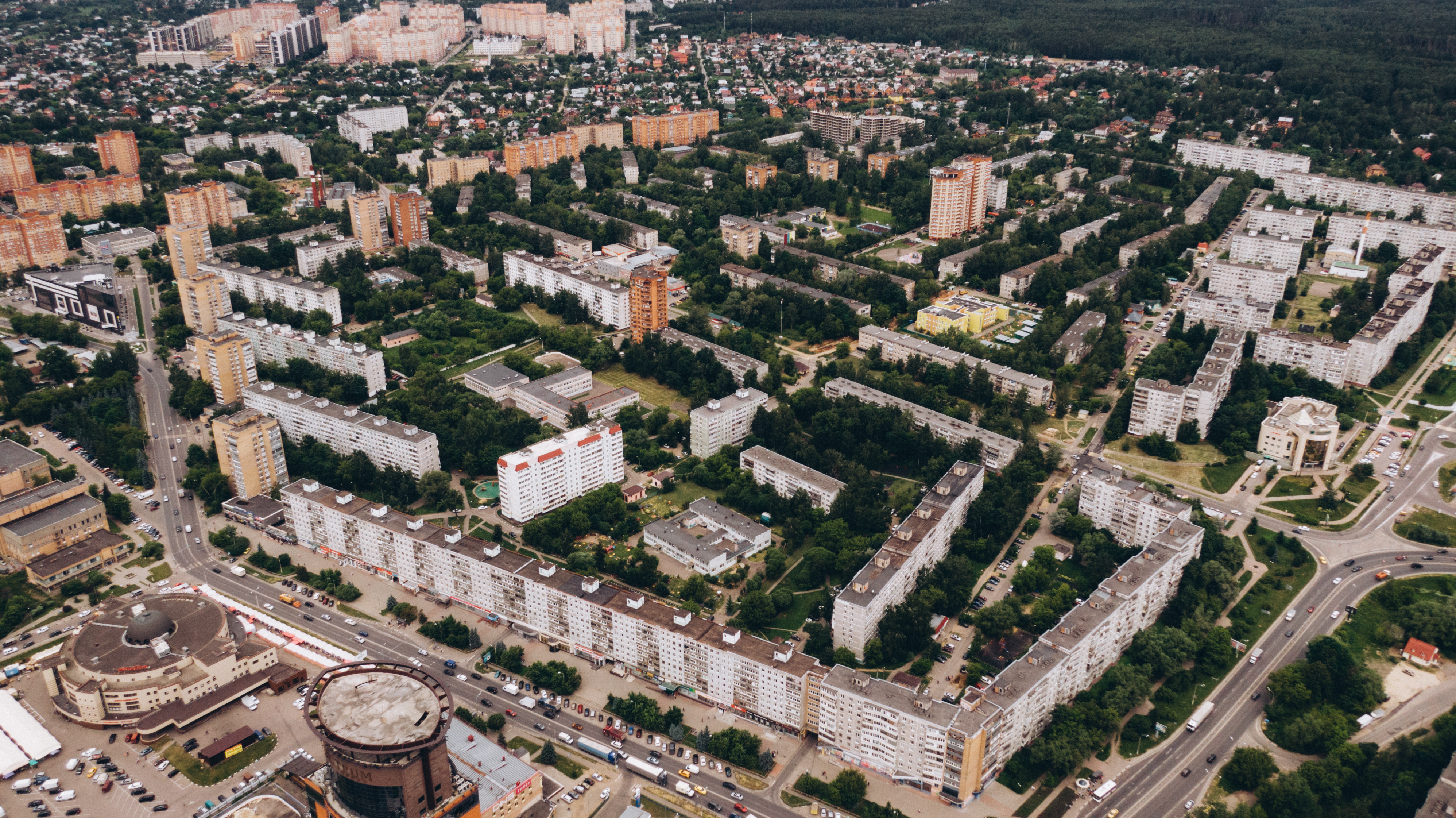
上空から

今日でも繊維業がシチョルコヴォの産業の大きな部分を占めるが、その他の産業には化学工業、機械工業などがある。町の南東には軍用飛行場チカロフスキー空港があり、スターシティやガガーリン宇宙飛行士訓練センターなどモスクワ北東近郊の宇宙開発機関が使う航空便が飛んでいる。
シチョルコヴォにはシベリア鉄道へとつながる鉄道本線からの支線が伸びている。モスクワのヤロスラヴリ駅との間には近郊列車が走る。

## 姉妹都市
- en:Talsi、ラトビア
- ヘーマー、ドイツ
- ブロヴァルィー、ウクライナ
- ロホヤ、フィンランド
- フロドナ、ベラルーシ
- アフトゥビンスク、ロシア